# Noces
Noces (internationale titel: A Wedding) is een Belgisch-Pakistaans-Luxemburgs-Franse film uit 2016, geschreven en geregisseerd door Stephan Streker. De film ging op 24 augustus in première op het Festival du film francophone d'Angoulême.

## Verhaal
De achttienjarige Zahira woont bij haar ouders met wie ze een hechte band heeft. Op een dag vragen die haar om naar Pakistaanse traditie een echtgenoot te kiezen. Verscheurd tussen de familietradities en haar Westerse levensstijl vraagt ze hulp aan haar broer en vertrouweling Amir.

## Rolverdeling
| Acteur            | Personage     |
| ----------------- | ------------- |
| Lina El Arabi     | Zahira Kazim  |
| Sébastien Houbani | Amir Kazim    |
| Babak Karimi      | Mansoor Kazim |
| Nina Kulkarni     | Yelda Kazim   |
| Olivier Gourmet   | André         |

## Prijzen en nominaties
De belangrijkste:
| Jaar | Prijs                                               | Categorie                             | Genomineerde(n)                       | Uitslag     |
| ---- | --------------------------------------------------- | ------------------------------------- | ------------------------------------- | ----------- |
| 2018 | Magritte du cinéma                                  | Beste film                            | Beste film                            | Genomineerd |
| 2018 | Magritte du cinéma                                  | Beste regie                           | Stephan Streker                       | Genomineerd |
| 2018 | Magritte du cinéma                                  | Beste actrice in een bijrol           | Aurora Marion                         | Gewonnen    |
| 2018 | Magritte du cinéma                                  | Beste kostuums                        | Sophie Van Den Keybus                 | Gewonnen    |
| 2018 | Magritte du cinéma                                  | Beste decor                           | Catherine Cosme                       | Genomineerd |
| 2018 | Magritte du cinéma                                  | Beste montage                         | Jérôme Guiot                          | Genomineerd |
| 2018 | Magritte du cinéma                                  | Beste scenario of bewerking           | Stephan Streker                       | Genomineerd |
| 2018 | Magritte du cinéma                                  | Beste geluid                          | Olivier Ronval, Michel Schillings     | Genomineerd |
| 2018 | Prix Lumières                                       | Beste Franstalige film in coproductie | Beste Franstalige film in coproductie | Genomineerd |
| 2016 | Festival international du film francophone de Namur | Prix Cinévox                          | Stephan Streker                       | Gewonnen    |
| 2016 | Festival du film francophone d'Angoulême            | Beste actrice                         | Lina El Arabi                         | Gewonnen    |
| 2016 | Festival du film francophone d'Angoulême            | Beste acteur                          | Sébastien Houbani                     | Gewonnen    |